# Espanha nos Jogos Olímpicos de Verão de 1964
A Espanha competiu nos Jogos Olímpicos de Verão de 1964, realizados em Tóquio, Japão.